# Jerónimo Saavedra
Pour les articles homonymes, voir Saavedra.
Jerónimo Saavedra Acevedo, né le 3 juillet 1936 à Las Palmas de Gran Canaria (îles Canaries) et mort le 21 novembre 2023 dans la même ville, est un homme politique espagnol, ayant appartenu au Parti socialiste ouvrier espagnol (PSOE).
Membre du Congrès des députés entre 1977 et 1983, il est président du gouvernement des Canaries entre 1983 à 1987, puis de 1991 à 1993. Peu après, il devient ministre des Administrations publiques, avant d'être nommé, en 1995, ministre de l'Éducation. En 2007, il remporte les élections municipales à Las Palmas de Gran Canaria et en devient le maire. Battu en 2011, il est ensuite désigné Défenseur du peuple des Canaries.
Saavedra a annoncé publiquement son homosexualité en 2000.

## Biographie

### Formation
Jerónimo Saavedra est titulaire d'un doctorat en droit, obtenu à l'université complutense de Madrid après avoir suivi son cursus à l'université de La Laguna, l'université de Cologne, l'université de Florence et l'université de Trieste, où il s'est spécialisé en droit du travail comparé, et en histoire du syndicalisme international. Il est aussi diplômé en administration des entreprises de l'école d'organisation industrielle[Où ?].
Il est professeur assistant de droit du travail à la Complutense et La Laguna, dont il a été doyen de la faculté de sciences économiques et commerciales, puis professeur de droit du travail à l'université de Las Palmas de Gran Canaria.

### Débuts en politique
Jerónimo Saavedra adhère au Parti socialiste ouvrier espagnol (PSOE) et à l'Union générale des travailleurs (UGT) en 1972. Il entre, en 1976, à la commission exécutive de l'UGT, puis est élu, en 1977, député de la province de Las Palmas au Congrès des députés et secrétaire général du Parti socialiste des Canaries-PSOE (PSC-PSOE).
À la suite des élections générales de 1982, il est porté à la présidence de la commission parlementaire de la Politique sociale et de l'Emploi.

### Président du gouvernement canarien
Lors de l'élection régionale organisée le 8 mai 1983, le PSC-PSOE arrive en tête, avec 41,2 % des suffrages exprimés et 27 députés sur 60, s'imposant dans quatre îles dont Grande Canarie et Tenerife.
Le 7 juin, Jerónimo Saavedra est investi président du gouvernement des Canaries par le Parlement, par 33 voix contre 22, grâce au soutien de trois petits partis régionalistes insulaires, après un discours d'investiture au cours duquel il insiste sur le grave problème du chômage et promet la nationalisation de l'eau.
Au cours du IVe congrès régional du PSC-PSOE, il est élu le 27 janvier 1985 président de la fédération socialiste régionale, tandis que le sénateur Alberto de Armas le remplace au poste de secrétaire général ; sa gestion et son action sont alors nettement critiquées par le courant Gauche socialiste (IS).
Le 22 juin suivant, il remet sa démission, après le vote d'un rapport parlementaire régional défavorable aux conditions de l'adhésion de l'Espagne à la Communauté économique européenne. Il est cependant réélu, le 16 juillet, par 32 voix contre 24, grâce au soutien de la gauche et des régionalistes insulaires.
Candidat à sa propre succession lors des élections régionales du 10 juin 1987, il maintient les socialistes comme première force politique, mais avec seulement 21 députés, il décide de passer à l'opposition et de laisser le pouvoir aux formations de centre droit. Il décide en mai 1988 de reprendre ses anciennes fonctions de secrétaire général du Parti socialiste des Canaries-PSOE, et obtient l'appui de 71 % des délégués, alors qu'Alberto de Armas refuse son offre d'exercer la présidence à sa place.
À l'occasion des élections régionales du 25 mai 1991, le PSC-PSOE arrive, pour la troisième fois consécutive, en tête avec 23 députés et 33 % des voix, devant les Regroupements indépendants des Canaries (AIC), principale force de centre droit. Il parvient, initialement, à un accord avec l'Initiative nationaliste canarienne (ICAN), de gauche, dès le 8 juin. Finalement, le 26, Jerónimo Saavedra passe un accord avec les AIC et est réélu, le 10 juillet, président du gouvernement avec 40 voix sur 60, grâce au soutien, également, du Regroupement indépendant d'El Hierro (AHI).
Le 18 mars 1993, les AIC déposent une motion de censure constructive à la suite de profonds désaccords au sein du gouvernement sur le régime fiscal dérogatoire, dont doit disposer l'archipel. Jerónimo Saavedra est finalement renversé, le 30 mars, par 31 voix contre 23 et 6 abstentions, l'ensemble des partis nationalistes votant pour son remplacement par son vice-président, Manuel Hermoso.

### Carrière nationale
À peine trois mois plus tard, le 23 juin, Jerónimo Saavedra est élu au Sénat, puis nommé, le 14 juillet, ministre des Administrations publiques dans le dernier gouvernement de Felipe González. Il s'entoure alors d'une équipe de socialistes canariens, tels Juan Fernando López Aguilar comme directeur de cabinet et Francisco Hernández Spínola comme sous-secrétaire. Lors du remaniement ministériel du 3 juillet 1995, il devient ministre de l'Éducation et de la Science.
Lors des élections générales anticipées du 3 mars 1996, il fait son retour au Congrès des députés, comme représentant de la province de Las Palmas, avant de retrouver, le 16 mai, la présidence de la commission de la Politique sociale et de l'Emploi.
Jerónimo Saavedra se retire, en 1997, de la direction du PSC-PSOE au profit du porte-parole du groupe au Parlement régional, Juan Carlos Alemán, qui lui rend hommage lors du discours de clôture.

### Retour aux Canaries
Le 13 juin 1999, Jerónimo Saavedra se représente à la présidence du gouvernement des Îles Canaries et place les socialistes en deuxième position, avec 19 députés, soit 6 de moins que la Coalition canarienne (CC). Il démissionne du Congrès le 6 juillet suivant, et retrouve le Sénat deux semaines plus tard.
En 2003, il renonce à se succéder et se met alors en retrait de la vie politique. Candidat à la mairie de Las Palmas de Gran Canaria aux élections municipales du 27 mai 2007, il y remporte la majorité absolue avec 15 conseillers municipaux. Devenu président du PSC-PSOE après l'élection de Juan Fernando López Aguilar au poste de secrétaire général régional, Jerónimo Saavedra devient alors l'un des plus importants détracteurs de celui-ci et conduit le secteur critique. Ces divergences entraînent la démission ou la mise à l'écart de plusieurs députés régionaux et débouchent sur la démission de Francisco Hernández Spínola, vice-secrétaire général de la direction régional, de ses responsabilités,.
Il est défait aux élections du 22 mai 2011, mais est désigné, en décembre suivant, défenseur du peuple (Diputado del Común) des Îles Canaries, ce qui le conduit à quitter le PSOE.

### Mort
Jerónimo Saavedra meurt le 21 novembre 2023 à Las Palmas de Grande Canarie.